# Lauren Stephens
Lauren Stephens   (Mesquite, 28 de desembre de 1986) és una ciclista estatunidenca. És professional des del 2013.

## Palmarès en ruta
- 2013
  - Vencedora d'una etapa al Nature Valley Grand Prix
- 2014
  - 1a al USA Cycling National Racing Calendar
  - 1a a la Cascade Cycling Classic i vencedora de 3 etapes
  - 1a al Joe Martin Stage Race i vencedora de 3 etapes
  - Vencedora d'una etapa al Redlands Bicycle Classic
- 2015
  - 1a al Joe Martin Stage Race i vencedora de 2 etapes
  - Vencedora d'una etapa al Tour de San Luis
  - Vencedora d'una etapa al Tour de Gila
  - Vencedora d'una etapa al Tour de l'Ardecha
- 2016
  - Vencedora d'una etapa al Joe Martin Stage Race
  - Vencedora d'una etapa al Tour de San Luis
- 2017
  - 1a a la Chrono Gatineau
  - 1a al Winston Salem Cycling Classic
  - Vencedora d'una etapa al Redlands Bicycle Classic
  - Vencedora d'una etapa a la Volta a Turíngia
  - Vencedora d'una etapa al Tour de l'Ardecha
- 2018
  - 1a a la reVolta[1]
- 2020
  - 1a al Tour de l'Ardecha
- 2021
  -  Campiona dels Estats Units de ciclisme en ruta[2]
- 2023
  - Campiona als Jocs Panamericans en ruta
  - 1a a la Joe Martin Stage Race i vencedora d'una etapa
- 2024
  -  Campiona als Campionats Panamericans de ciclisme en ruta
  - 1a a la Clàssica d'Almeria
  - Vencedora d'una etapa al Tour de Normandia
  - 1a al Tour de Gila i vencedora de dues etapes
- 2025
  - 1a al Tour de Gila i vencedora de tres etapes
  - 1a al Tour de Bloom i vencedora de tres etapes

### Giro d'Itàlia
- 2013: 47a
- 2018: no surt a la 6a etapa
- 2022: no surt a la 8a etapa
- 2023: 47a posició

## Palmarès en pista
- 2015
  -  Campiona dels Estats Units en puntuació
  -  Campiona dels Estats Units en persecució per equips